# Atiocuabtitla
Atiocuabtitla är en ort i Mexiko.   Den ligger i kommunen Eloxochitlán och delstaten Puebla, i den sydöstra delen av landet, 250 km öster om huvudstaden Mexico City. Atiocuabtitla ligger 1 567 meter över havet och antalet invånare är 361.
Terrängen runt Atiocuabtitla är kuperad åt nordväst, men åt sydost är den bergig. Runt Atiocuabtitla är det ganska tätbefolkat, med 144 invånare per kvadratkilometer. Närmaste större samhälle är Zongolica, 19,8 km norr om Atiocuabtitla. I omgivningarna runt Atiocuabtitla växer i huvudsak städsegrön lövskog.